# Thevetia ahouai
El acotope (Thevetia ahouai) es un arbusto o árbol de la familia Apocynaceae. Llega a medir hasta 7 m de altura, con flores en forma de tubo de color amarillo y un fruto de color rojo en forma de baya. En México se distribuye en ambos litorales. Su principal hábitat son los bosques húmedos; el fruto que produce es tóxico y potencialmente mortal

## Clasificación y descripción
Arbusto o árbol pequeño de 1 a 7 m de alto, tallos lisos, algo ramoso, delgado, al quebrarse suelta látex blanco. Hojas alternas oblanceoladas con pedicelos cortos de alrededor de 1 cm de largo, de color verde intenso, base aguda a acuminada de unos 14 a 25 cm de largo y de 5 a 7 cm de ancho. Flor tipo, cimas terminales, con pedicelos de 3 cm de largo, flores fragantes de color amarillo en forma de tubo o de campana de 2.5 a 4 cm de largo, densamente pubescente cerca de los estambres. El fruto es del tipo baya, de color rojo brillante por fuera, carnoso, la pulpa es blanca algo escasa y de consistencia esponjosa de 3.5 cm de largo y 5 cm de ancho, semillas de 2 a 4, de forma ovoide, redondeadas de un lado y deprimido por el otro lado, de color blanca o amarillenta.

## Distribución
Se distribuye desde el sur de México, Centroamérica y Sudamérica (Colombia y Venezuela). En México se distribuye en los estados de; Sonora, Sinaloa, Nayarit, Tamaulipas, Veracruz, Puebla,  Chiapas, Guerrero, Oaxaca, Tabasco, Campeche, Yucatán y Quintana Roo.

## Hábitat
Bosques muy húmedos en altitudes que varían de 0 a los 600 m s. n. m. Se ha reportado en selva alta perennifolia y en matorral de duna costera.  Existe un dato muy interesante de esta especie, en Tabasco, se ha encontrado en sitios contaminados por hidrocarburos, lo que la convierte en una planta potencial para la fitorremediación de suelos.

## Estado de conservación
En México no se encuentra en ninguna categoría de protección de la NOM059. Tampoco está en alguna categoría en la lista roja de la IUCN (International Union for Conservation of Nature). Ni en CITES (Convención sobre el Comercio Internacional de Especies Amenazadas de Fauna y Flora Silvestres).

## Nombres comunes
- Campanilla
- Huevo de gato
- Bola de venado
- Cafecillo
- Huevo de perro
- Cojón de venado
- Huevos de tigre
- Palo de tira hule
- Akits (Maya)
- Huevo de toro